# Comuna 1 (Ciudad de Buenos Aires)
La Comuna 1 es una de las 15 unidades administrativas en las que está dividida la Ciudad Autónoma de Buenos Aires. Está integrada por los barrios de Retiro, San Nicolás, Puerto Madero, San Telmo, Monserrat y Constitución. Está ubicada en el este de la Ciudad, tiene una superficie de 17,4 km² y una población total de 205.886 según el censo de 2010, de la cual 98 097 son hombres, el 47,6% y 107 789 son mujeres, las que representan el 52,4% del total de la comuna. El censo de 2001 registraba 171 975 habitantes, lo que representa un incremento del 19,7%. Con 50 948 habitantes nacidos fuera del país, es la comuna que registra la mayor proporción de extranjeros (24,7%).

## Historia
Las comunas nacen con la Ley N° 1.777, llamada "Ley Orgánica de Comunas" sancionada por la Legislatura de la Ciudad Autónoma de Buenos Aires el 01/09/2005, promulgada por Decreto N° 1.518 del 04/10/2005 y publicada en el BOCBA N° 2292 del 07/10/2005.
Según la reforma del 22/08/1994, la Constitución de la Nación Argentina, en su Artículo 129 establece que: "La ciudad de Buenos Aires tendrá un régimen de gobierno autónomo, con facultades propias de legislación y jurisdicción, y su jefe de gobierno será elegido directamente por el pueblo de la ciudad. Una ley garantizará los intereses del Estado nacional, mientras la ciudad de Buenos Aires sea capital de la Nación. En el marco de lo dispuesto en este artículo, el Congreso de la Nación convocará a los habitantes de la ciudad de Buenos Aires para que, mediante los representantes que elijan a ese efecto, dicten el estatuto organizativo de sus instituciones".
El nuevo mapa político-administrativo de la Ciudad de Buenos Aires, culmina con la promulgación de la Constitución de la Ciudad de Buenos Aires el 01/10/1996. Ahora, los ciudadanos de la Capital Federal, tienen la posibilidad de elegir a su Jefe de Gobierno a través del voto directo (antes era elegido por el presidente de la Nación). La Legislatura de la Ciudad de Buenos Aires reemplaza al anterior Concejo Deliberante.
La gestión descentralizada de administración porteña estaba manejada por los C.G.P. (Centros de Gestión y Participación) hoy llamados Comunas. El pasado 10/07/2011 los ciudadanos porteños votaron por primera vez a los Miembros de la Junta Comunal, que son 7 e integrarán un Órgano Colegiado que ejercerán el cargo durante 4 años, sin posibilidad de reelección sino con el intervalo de 4 años, o sea que la Junta Comunal se renovará en su totalidad cada 4 años.

## Demografía
| Año  | Habitantes | Censo de Población      | Ref.  |
| ---- | ---------- | ----------------------- | ----- |
| 1991 | 200 689    | Censo argentino de 1991 | [ 8 ] |
| 2001 | 171 985    | Censo argentino de 2001 | [ 8 ] |
| 2010 | 205 886    | Censo argentino de 2010 | [ 8 ] |
| 2022 | 223 282    | Censo argentino de 2022 | [ 3 ] |

| Puesto | Barrio        | Censo 1991 | Censo 2001 | Censo 2010 | Censo 2022  |
| ------ | ------------- | ---------- | ---------- | ---------- | ----------- |
| 1°     | Retiro        | 43 231     | 38 635     | 65 413     | Sin cambios |
| 2°     | Constitución  | 47 102     | 41 894     | 44 107     | Sin cambios |
| 3°     | Monserrat     | 46 745     | 39 175     | 39 914     | Sin cambios |
| 4°     | San Nicolás   | 34 914     | 28 667     | 29 273     | Sin cambios |
| 5°     | San Telmo     | 28 204     | 23 198     | 20 453     | Sin cambios |
| 6°     | Puerto Madero | 493        | 416        | 6 726      | Sin cambios |
| TOTAL  | COMUNA 1      | 200 689    | 171 985    | 205 886    | 223 282     |

## Lugares de interés
En ella se encuentran los principales centros turísticos de la Ciudad:
- Casa de Gobierno.
- Plaza de Mayo.
- Cabildo de la Ciudad.
- Tribunales.
- Catedral Metropolitana.
- Legislatura porteña.
- Terminales ferroviarias de Retiro (hacia el norte) y Constitución (hacia el Sur).
- Puerto de la Ciudad.
- Centralización bancaria, financiera y administrativa (city porteña).
- Avenida Corrientes. Avenida 9 de julio y el Obelisco.
- Las dos peatonales de la ciudad (Florida y Lavalle)
- Rascacielos y polo gastronómico (Puerto Madero).
- Tanguerías, ferias artesanales y anticuarios.
- Manzana de las Luces (restos de la época colonial).
- La Avenida de Mayo.
- El único casino de la Ciudad (flotante).
- Las líneas de subterráneos A, B, C, D, y E tienen su terminal o cabecera en la comuna.
- Teatro Colón
- Reserva Ecológica Costanera Sur
- ILSE (Instituto Libre de Segunda Enseñanza) - Libertad 555 y Lavalle

## Junta Comunal

### Composición 2023-2027
| Comuneros | Comuneros | Comuneros                             | Alianza | Alianza              |
| --------- | --------- | ------------------------------------- | ------- | -------------------- |
|           | PRO       | Lucas Portela Lacanette               |         | Juntos por el Cambio |
|           | CC-ARI    | Vanina Squetino                       |         | Juntos por el Cambio |
|           | UCR       | Gonzalo Roberto                       |         | Juntos por el Cambio |
|           | PRO       | María Eugenia Pena Blanco             |         | Juntos por el Cambio |
|           | PJ        | Luciana Grossi                        |         | Unión por la Patria  |
|           | PJ        | Bautista Prusso                       |         | Unión por la Patria  |
|           | MID       | Pablo César Luciano Testori Schroeder |         | La Libertad Avanza   |

### Presidentes de la Junta Comunal
| N.º | Presidente              | Partido | Partido               | Alianza               | Período                                           |
| --- | ----------------------- | ------- | --------------------- | --------------------- | ------------------------------------------------- |
| 1   | María Cristina Brunet   |         | Propuesta Republicana | Propuesta Republicana | 10 de diciembre de 2011 - 10 de diciembre de 2015 |
| 2   | Roberto Salcedo         |         | Propuesta Republicana | Unión PRO             | 10 de diciembre de 2015 - 10 de diciembre de 2019 |
| 3   | Lucas Portela Lacanette |         | Propuesta Republicana | Juntos por el Cambio  | 10 de diciembre de 2019 - 10 de diciembre de 2023 |
| 4   | Lucas Portela Lacanette |         | Propuesta Republicana | Juntos por el Cambio  | 10 de diciembre de 2023 - En el cargo             |